# Acacia densa
Acacia densa é uma espécie de leguminosa do gênero Acacia, pertencente à família Fabaceae.